# Sydney (Nouvelle-Écosse)
Pour les articles homonymes, voir Sydney (homonymie).
Sydney (en gaélique écossais : Suidni) est une ancienne ville de la Nouvelle-Écosse situé sur l'île du Cap-Breton. Elle a cessé d'exister en 1995 pour faire partie de la municipalité régionale du Cap-Breton.

## Histoire
Sydney a été fondée par le colonel Joseph Frederick Wallet Desbarres en 1785, et nommée en l'honneur de Thomas Townshend, 1er vicomte Sydney (aussi Home Secretary, ministre de l'intérieur, dans le cabinet britannique de cette époque). Lord Sydney fit du colonel Desbarres, le gouverneur de la nouvelle colonie de l'île du Cap Breton. Desbarres installa un groupe composé de citoyens anglais pauvres et de soldats démobilisés. Un groupe de colons américains, loyal à la couronne britannique de l'État de New York, rejoignirent la nouvelle colonie peu après la révolution américaine.
Le site choisi par Desbarres pour la colonie se situait le long du bras sud-ouest du port naturel de Sydney, une ancienne vallée reprise par la mer de la Sydney River, elle-même partie de la Spanish Bay. Entre 1784-1820, Sydney était la capitale de la colonie britannique du Cap Breton.

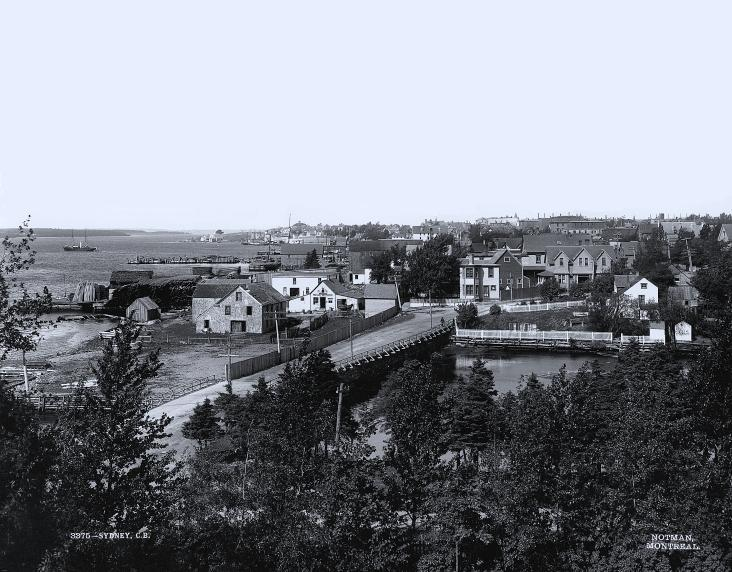
Sydney, 1901

Au début du XXe siècle, Sydney abrita parmi les plus grandes aciéries du monde. Elle était le cœur industriel de la région grâce à ses aciéries et aux mines de charbon proches de Glace Bay. Le boom économique vit un fort développement de la ville. À la fin des années 60, l'industrie charbonnière et de l'acier déclina fortement et fut reprise par les gouvernements fédéral et provincial. Dans les années récentes, cette industrie a définitivement disparu et l'économie se tourne vers d'autres secteurs : tourisme, musique, industries légères et informatique.
Durant la Seconde Guerre mondiale, Sydney était un port très important, son charbon et son acier contribuant fortement à l'effort de guerre allié. C'était un des ports nord-américains d'où partaient les convois alliés vers la Grande-Bretagne. Il s'agissait souvent des convois les plus lents, identifiés par le préfixe SC (pour Slow Convoy). Au début de la guerre, les plans en cas d'invasion des îles britanniques prévoyaient que la flotte anglaise se replie sur le port de Sydney.

## Climat
| Mois                                  | jan.       | fév.       | mars       | avril      | mai       | juin      | jui.      | août      | sep.      | oct.      | nov.       | déc.       | année           |
| ------------------------------------- | ---------- | ---------- | ---------- | ---------- | --------- | --------- | --------- | --------- | --------- | --------- | ---------- | ---------- | --------------- |
| Température minimale moyenne (°C)     | −9,6       | −10,3      | −6,7       | −1,6       | 2,7       | 7,7       | 12,6      | 13,1      | 9,1       | 4,3       | 0,2        | −5         | 1,4             |
| Température moyenne (°C)              | −5,4       | −5,9       | −2,6       | 2,5        | 7,9       | 13,2      | 17,9      | 18        | 14        | 8,5       | 3,8        | −1,5       | 5,9             |
| Température maximale moyenne (°C)     | −1,1       | −1,5       | 1,5        | 6,6        | 13,1      | 18,6      | 23,1      | 22,9      | 18,8      | 12,6      | 7,3        | 2,1        | 10,3            |
| Record de froid (°C) date du record   | −31,7 1873 | −31,7 1916 | −31,1 1880 | −17,8 1875 | −7,8 1972 | −3,9 1956 | 0,6 1879  | 2,2 1907  | −2,2 1894 | −5,6 1944 | −13,9 1880 | −23,3 1933 | −31,7 31/1/1873 |
| Record de chaleur (°C) date du record | 16,9 1995  | 18 2000    | 24 2012    | 27,2 1942  | 31,1 1960 | 34,4 1944 | 33,9 1975 | 36,7 1935 | 32,3 2001 | 27,2 1881 | 22,8 2020  | 16,7 1951  | 36,7 18/8/1935  |
| Ensoleillement (h)                    | 91         | 111,6      | 132,9      | 141        | 198       | 224,6     | 246,9     | 228,4     | 167,1     | 130,1     | 77         | 68,2       | 1 816,7         |
| Précipitations (mm)                   | 152,5      | 128,1      | 130        | 133,3      | 103,2     | 96,9      | 88,5      | 100,2     | 118,7     | 142,9     | 156        | 167        | 1 517,2         |
| dont neige (cm)                       | 74,3       | 65,3       | 48,1       | 21,4       | 2,3       | 0         | 0         | 0         | 0         | 0,62      | 12,4       | 58,5       | 283             |
| Nombre de jours avec précipitations   | 20,6       | 16,5       | 16,6       | 15,8       | 14,5      | 14        | 11,7      | 12,7      | 13,5      | 15,9      | 18,1       | 21         | 191             |
| Humidité relative (%)                 | 72,5       | 72         | 69,8       | 69,7       | 65        | 64,9      | 65,2      | 65,2      | 67,6      | 70,5      | 74,2       | 75,9       | 69,2            |
| Nombre de jours avec neige            | 16,6       | 12,6       | 11         | 5,6        | 0,83      | 0         | 0         | 0         | 0         | 0,62      | 5,4        | 14,2       | 66,8            |

| Diagramme climatique                                  |                |            |              |              |             |              |               |              |              |           |          |
| J                                                     | F              | M          | A            | M            | J           | J            | A             | S            | O            | N         | D        |
| −1,1−9,6152,5                                         | −1,5−10,3128,1 | 1,5−6,7130 | 6,6−1,6133,3 | 13,12,7103,2 | 18,67,796,9 | 23,112,688,5 | 22,913,1100,2 | 18,89,1118,7 | 12,64,3142,9 | 7,30,2156 | 2,1−5167 |
| Moyennes : • Temp. maxi et mini °C • Précipitation mm |                |            |              |              |             |              |               |              |              |           |          |

## Économie
Sydney possède une industrie touristique significative, accueillant de nombreux bateaux de croisière grâce à son port. Le port possède aussi un fort potentiel pour de futures exploitations pétrolières et gazières dans le bassin laurentien au sud-est du Cap-Breton. L'industrie légère et les technologies de l'information sont également des secteurs que Sydney tente de développer pour diversifier son économie.[réf. souhaitée]

## Éducation
L'enseignement est donné en anglais et en français selon la communauté scolaire. La Sydney Academy gère l'enseignement anglophone alors que L'Étoile de l'Acadie accueille les élèves francophones.
L'Université du Cap-Breton est située à l'est de Sydney sur la route principale pour Glace Bay.

## Personnes nées à Sydney
- Paul-André Boutilier, joueur de hockey de la Ligue nationale de hockey, champion de la Coupe Stanley
- John Buchanan, Premier-ministre de la Nouvelle-Écosse
- Samuel Nathan Cohen, critique de théâtre et diffuseur
- David Dingwall, ancien ministre
- Norm Ferguson, joueur de hockey de la Ligue nationale de hockey
- Danny Gallivan, commentateur sportif de Hockey Night in Canada
- George Cleveland, acteur
- John Hanna, joueur de hockey de la Ligue nationale de hockey
- George Roy McWilliam (1905-1977), homme politique
- Al MacNeil, joueur de hockey de la Ligue nationale de hockey, champion de la Coupe Stanley
- Kevin Morrison, joueur de hockey de la Ligue nationale de hockey
- Harold Russell, acteur